# Ротановка
Рота́новка — деревня в составе Голунского сельского поселения Новосильского района Орловской области России.

## Описание
Название может происходить от слова «рот (рыпь)» — бугор, пригорок, что вполне соответствует географическому расположению на очень высоком правом берегу реки Раковки. Поселение возникло во второй половине XVIII века. Упоминается в ревизской сказке за 1782 год (4-я ревизия) как деревня Ратановка, вновь поселённая князя Михаила Михайловича Голицына.

## Население
| 1859 | 2010 |
| ---- | ---- |
| 216  | ↘7   |